# Oncidium unguiculatum
Oncidium unguiculatum är en orkidéart som beskrevs av John Lindley. Oncidium unguiculatum ingår i släktet Oncidium och familjen orkidéer. Inga underarter finns listade i Catalogue of Life.